# 野副克奈氏魚
野副克奈氏魚為輻鰭魚綱鼠鱚目尼羅魚科的其中一種，分布於非洲剛果民主共和國的Hombo河流域，體長可達9.7公分，棲息在中底層水域，可做為食用魚。